# 圣埃吉迪奥-阿拉维布拉塔
圣埃吉迪奥-阿拉维布拉塔（義大利語：Sant'Egidio alla Vibrata），是意大利泰拉莫省的一个市镇。总面积18平方公里，人口9781人，人口密度543.4人/平方公里（2009年）。ISTAT代码为067038。